# Princeton Readings in Religions
Princeton Readings in Religions ist eine wissenschaftliche Buchreihe mit ins Englische übersetzten Quellentexten verschiedener Religionen der Welt. Die Reihe erscheint seit 1995 bei der Princeton University Press in Princeton, New Jersey. Herausgeber der Gesamtreihe („Series Editor“) ist Donald S. Lopez Jr., der auch Herausgeber vieler Einzelbände ist. Zahlreiche namhafte Fachwissenschaftler haben an ihr mitgewirkt. 
Viele der Quellentexte werden zum ersten Mal in eine westliche Sprache übersetzt präsentiert. Besonders stark vertreten ist Asien. Zu den mit kurzen Einführungen versehenen übersetzten Texten wird weiterführende Literatur angegeben, die einzelnen Bände sind mit Glossar und Index versehen.
Die bisher erschienenen Bände sind über Indien, Buddhismus, China, Tibet, Japan, Asien, Spätantike, Tantra, Judaismus, Vereinigte Staaten, Korea, den historischen Jesus, Christentum im Mittelalter, Islam in Südasien und Yoga.

## Übersicht
- Religions of India in practice / Donald Sewell Lopez Jr., 1995
- Buddhism in practice / Donald Sewell Lopez Jr., 1995
- Religions of China in practice / Donald Sewell Lopez Jr., 1996
- Religions of Tibet in practice / Donald Sewell Lopez Jr., 1997
- Religions of Japan in practice / George Joji Tanabe, 1999
- Asian religions in practice : an introduction / Donald S. Lopez Jr., 1999
- Religions of Late Antiquity in practice / Richard Valantasis, 2000
- Tantra in practise / David Gordon White
- Judaism in practise / Lawrence Fine
- Religions of the United States in practice (2 Bände) / Colleen McDannell, 2001
- Religions of Asia in practice : an anthology / Donald S. Lopez Jr., 2002
- Religions of Korea in practice / Robert E. Buswell, 2007
- The Historical Jesus in Context / Amy-Jill Levine, Dale C. Allisaon Jr., John Dominic Crossan
- Medieval Christianity in practice / Miri Rubin, 2009
- Islam in South Asia / Barbara D. Metcalf, 2009
- Yoga in Practice / David Gordon White 2011
- Zen in Practise (in Kürze erscheinend)